# Зовнішні покриви риб
За незначними винятками, зовнішні покриви риб представлені шкірою з лускою.

## Шкіра
Як і у всіх інших хребетних, шкіра риб поділяється на дерму (глибший шар) та ороговілий епідерміс (поверхневий шар). Залози в епідермісі секретують мускусоподібний екстракт, що захищає зовнішні покрови тварини.

## Луска

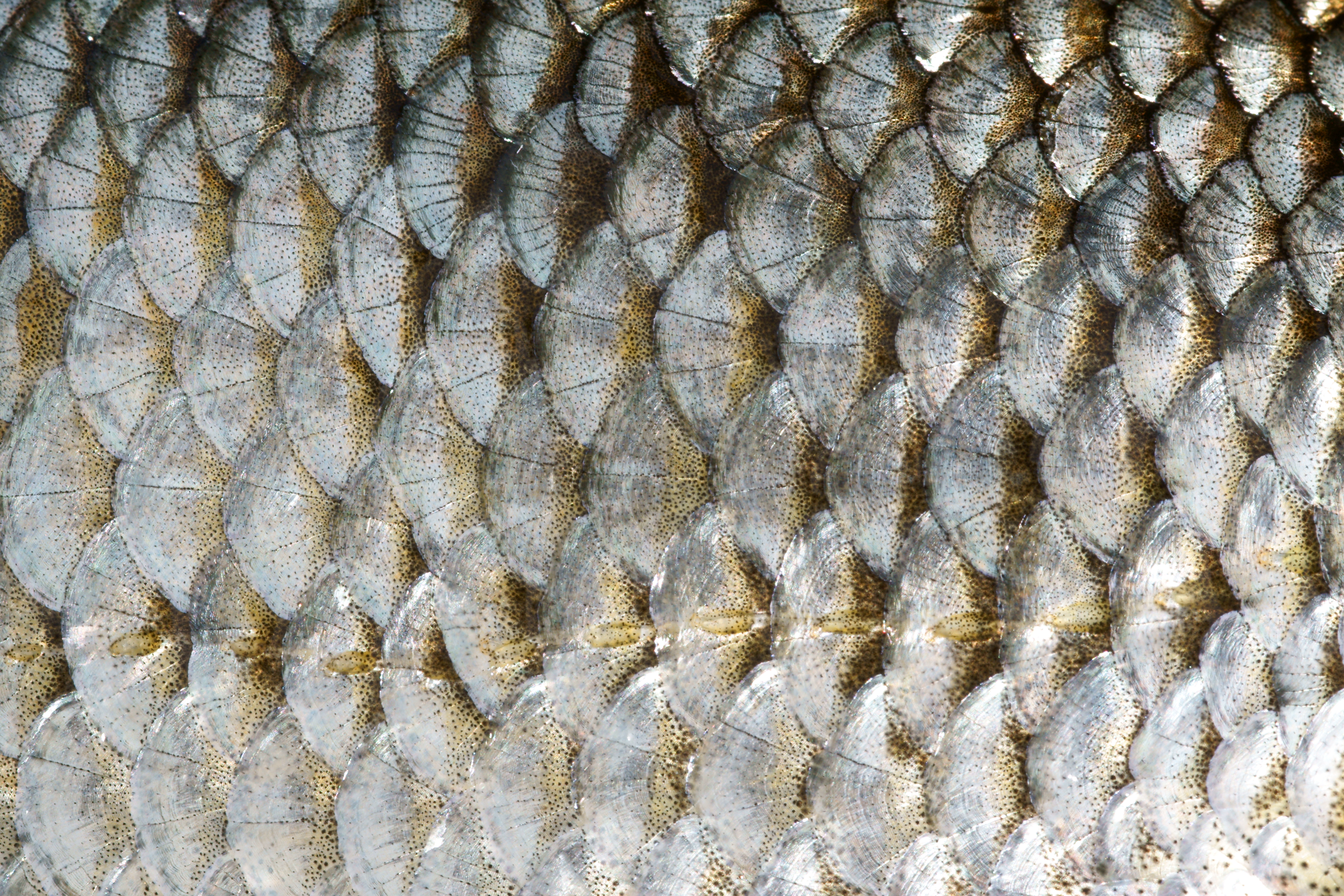
Циклоїдна луска плітки звичайної (Rutilus rutilus).

У формуванні луски беруть участь як зовнішні, так і внутрішні шари шкіри. Хрящеві риби мають плакоїдну луску, що гомологічна зубам всіх хребетних; заходячи в рот, плакоїдні луски, власне, і перетворюються на зуби в акул та скатів. Структура плакоїдної луски цілком спільна із структурою зубів: вона складається із дентину, який формує основу, а зверху вкрита емаллю. За хімічним складом ці дентин та емаль не відрізняються, наприклад, від дентину та емалі зубів людини. Втрачені плакоїдні луски не поновлюються, але при зростанні риби їхня кількість збільшується. В деяких хрящевих риб (наприклад, в чорноморського катрана) плакоїдні луски можуть перетворюватись у великі колючки.
Костистим рибам притаманні декілька різних типів луски.
Ганоїдна луска наявна в найпримітивніших з променеперих риб, наприклад, в осетрових. Вона сформована костяними платівками, що зверху вкриті шаром схожої на дентин речовини ганоїдін; часто така луска (або, як її ще називають, «жучки») вкривають тіло риби суцільним захисним панциром, як в родинах Багатоперові (Polypteridae) та Панцирникові (Lepisosteidae). 
Для викопних кистеперих та дводишних риб, а також для сучасних кистеперих риб, характерна космоїдна луска, зовнішня поверхня якої утворена шаром косміна (звідки походить назва), а поверх нього — дентина; космін підстилається шаром губчастої кістки; філогенетично ця луска являє собою кілька зрослих плакоїдних лусок. У сучасних видів кистеперих та двоякодихаючих риб зовнішній дентиновий та внутрішній губчастий шари поступово редукуються — у сучасних видів роду Латимерія на поверхні луски збереглися лише поодинокі бугорки дентину.
Луска справжніх костистих риб називається еласмоїдною і поділяється на ктеноїдну (зубчасту) та циклоїдну (округлу), на основі форми зовнішньої кромки. На відміну від більшості підвидів плакоїдних та ганоїдних лусок, циклоїдні та ктеноїдні розташовані так, що передні накладаються на задні, а самі луски анатомічно є тонкими кістковими платівками; останнім часом було встановлено, що гребінчаста поверхня ктеноїдної луски покращує гідродинамічні властивості риб.

## Забарвлення

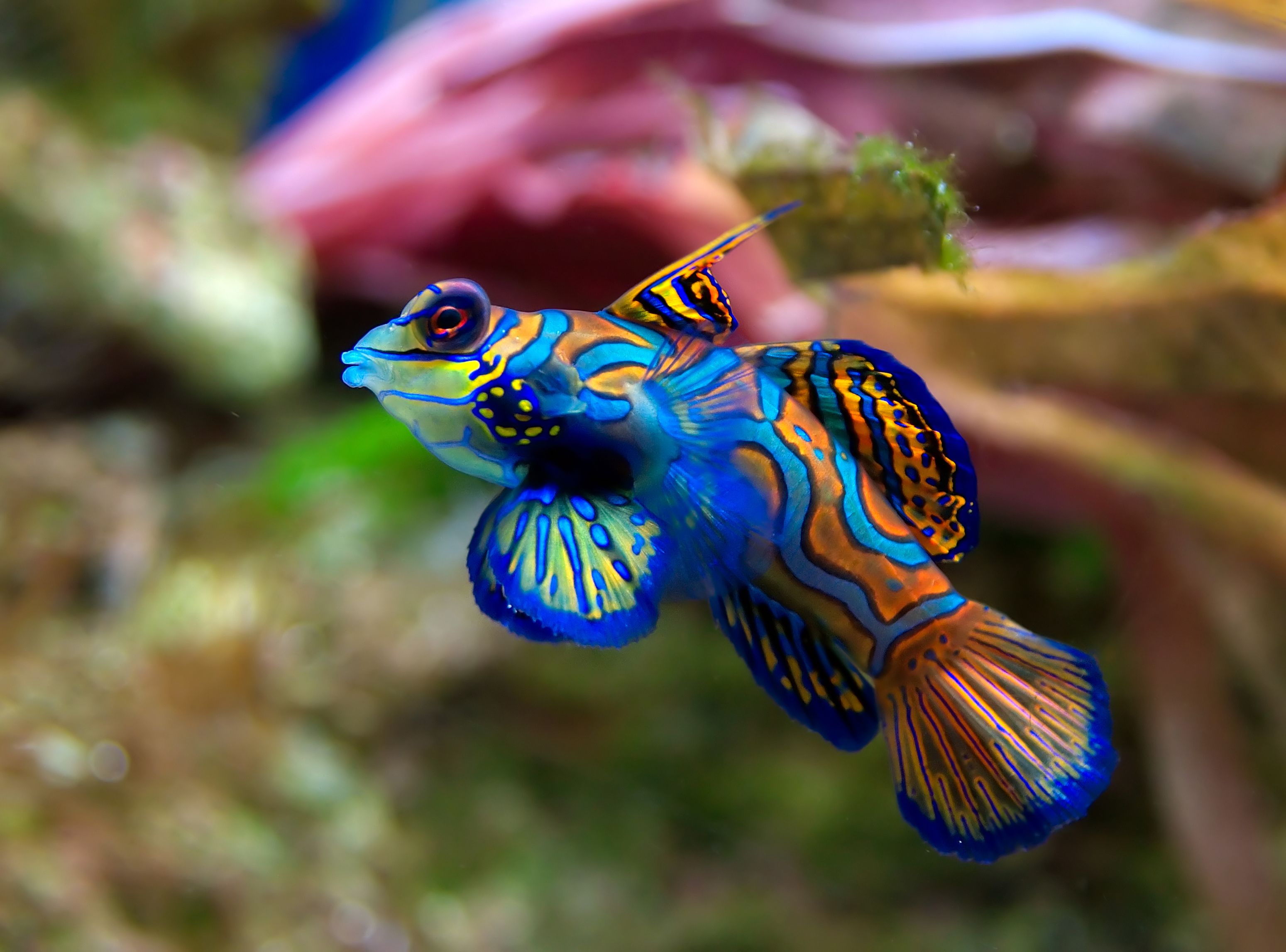
Яскраве забарвлення Synchiropus splendidus

У риб із тонкою лускою за забарвлення відповідають хроматофори. Хроматофори - пігментовмісні або світловідбиваючі клітини, які поділяються на підкласи в залежності від кольору:
- ксантофори - жовтий;
- ерітрофори - червоний;
- лейкофори - білий;
- меланофори - чорний / коричневий;
- ціанофори - синій;
- гуанофори - сріблястий.

Гуанофори (або лейкофори, або ірідоціти) відрізняються від хроматофорів тим, що не мають пігменту. Колір їх обумовлений кристалічною структурою гуаніну - похідного білка. Кристалики гуаніну мають шестикутну форму і в залежності від їх розташування в клітині, зарвлення змінюється від сріблясто-білуватого до синювато-фіолетового.
З хроматофорів тільки меланофори мають нервові закінчення. Відносно хімічної стійкості чорний пігмент (меланін) є найстійкішим. Він не розчинний не в кислотах, не в лугах, і не змінюється в результаті зміни фізіологічного стану риби (голодування, харчування).
Червоний і жовтий пігменти пов'язані з жирами, тому клітини, що містять їх називаються ліпофорами. Пігменти ерітрофорів і ксантофорів дуже не стійкі, розчиняються в спиртах і залежать від якості харчування.
Цитоплазма пігментної клітини має два шари: ектоплазму (поверхневий шар) і кіноплазму (внутрішній шар), що містить пігментні зерна. Ектоплазма закріплена радіальними фібриллами, а кіноплазма дуже рухлива. Ектоплазма визначає зовнішню форму хроматофора, регулює обмін речовин, змінює свою форму під впливом нервової системи. Зміна інтенсивності забарвлення відбувається внаслідок розширення хроматофору, тобто заняття ним більшого простору (експансія) і скорочення, тобто заняття хроматофором меншого простору (контракция). Зміна інтенсивності забарвлення регулюється нервово, гуморально (адреналін, пітуітрин), освітленністю, температурою, концентрацією кисню та вуглекислого газу у воді.
Мальки риб найчастіше прозорі, хроматофори утворюються у них впродовж дорослішання. На дозрівання хроматофорів впливають гормони щитоподібної залози.
Забарвлення риб може варіювати в дуже широких межах: від однотонного, практично всіх можливих кольорів, до розчленовуюче-маскувального «камуфляжного» забарвлення, або, навпаки, підкреслено яскравого, «попереджувального», у риб, яким притаманні отруйні залози та інші види захисту. 